# Kantons van Haute-Corse
Het Franse departement Haute-Corse (2B) omvat, sinds de hervorming van de kantons die bij wet doorgevoerd werd in 2013 en voor het eerst toegepast bij de departementsverkiezingen van maart 2015, nog 15 in plaats van 30 kantons. In een aantal gevallen werden afgeschafte kantons in hun geheel toegevoegd aan reeds bestaande kantons, in andere gevallen werden de gemeenten van afgeschafte kantons verdeeld over verschillende bestaande kantons of werden geheel nieuwe kantons gevormd.

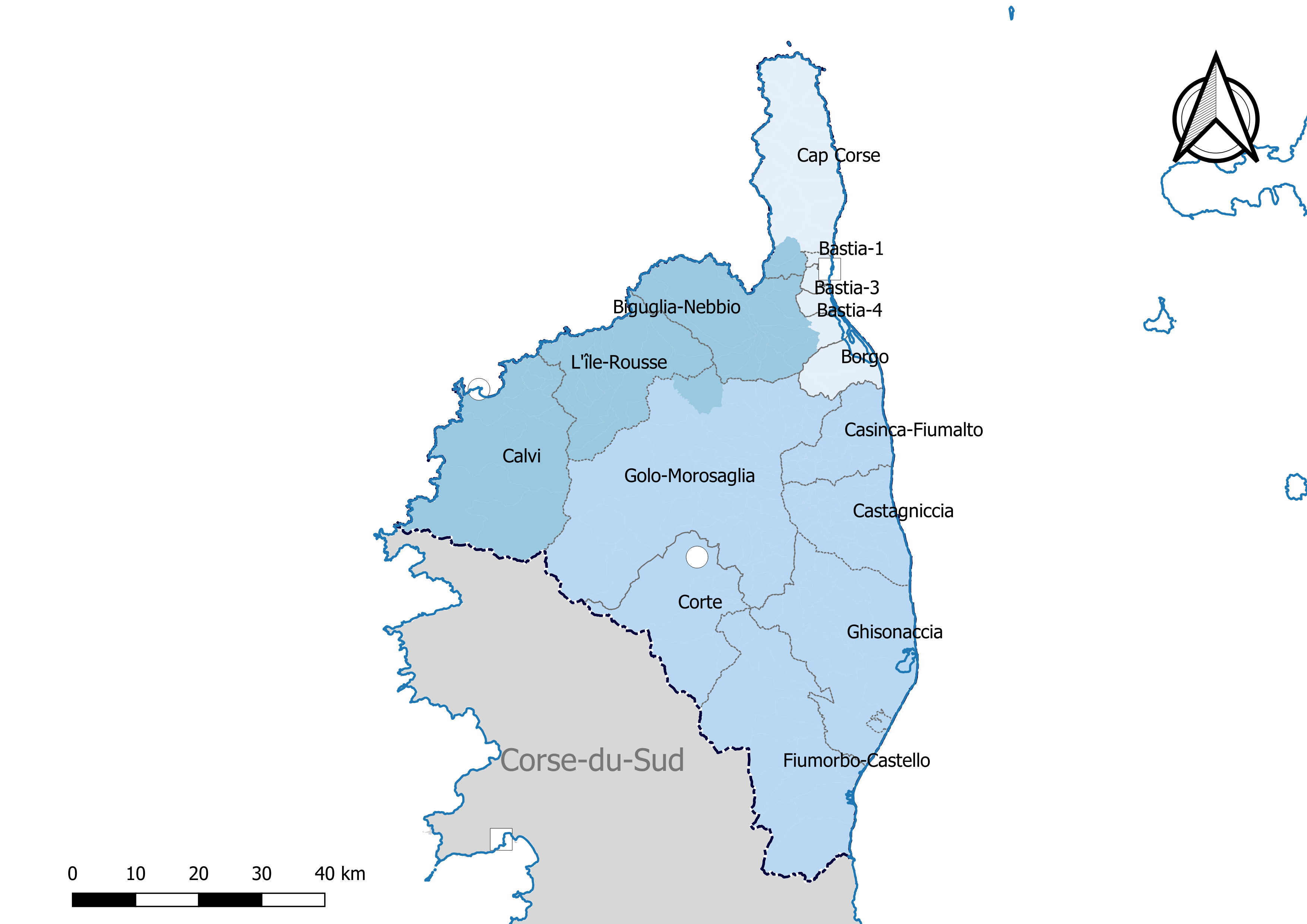
Kantons van Haute-Corse met de arrondissementen in blauwtinten - Toestand 1 januari 2019

Het beoogde doel van de hervorming was kantons te vormen die naar inwoneraantal vergelijkbaar groot zijn (maximaal 20% afwijking van het gemiddelde voor het departement) zodat de vertegenwoordiging van elk kanton in de departementsraad (twee als koppel verkozen raadsleden per kanton) voortaan ook ongeveer een gelijk aantal inwoners zou vertegenwoordigen.
Het gemiddelde inwoneraantal voor een kanton in het departement bedraagt na de hervorming ongeveer 11.400 (pop. municipale 2013). De grootste afwijkingen hiervan zijn er voor Kanton Bastia-4 (+23%) en Kanton Golo-Morosaglia (-22%).

## Kantons van het departement Haute-Corse na de hervorming van 2013
Bij de hervorming van de kantons werd geen rekening gehouden met de bestaande arrondissementsgrenzen, als gevolg hiervan liggen kantons niet langer steeds binnen eenzelfde arrondissement.
| Kanton | Kanton                   | Inwoners 2013* | Aantal gemeenten |
| ------ | ------------------------ | -------------- | ---------------- |
| 1      | Kanton Bastia-1          | 12.751         | 2                |
| 2      | Kanton Bastia-2          | 12.208         | 1                |
| 3      | Kanton Bastia-3          | 12.598         | 1                |
| 4      | Kanton Bastia-4          | 14.037         | 2                |
| 5      | Kanton Biguglia-Nebbio   | 13.746         | 14               |
| 6      | Kanton Borgo             | 13.185         | 3                |
| 7      | Kanton Calvi             | 11.832         | 14               |
| 8      | Kanton Cap Corse         | 12.485         | 22               |
| 9      | Kanton Casinca-Furnalto  | 11.846         | 25               |
| 10     | Kanton Castagniccia      | 9.266          | 37               |
| 11     | Kanton Corte             | 9.586          | 8                |
| 12     | Kanton Fiumorbo-Castello | 8.729          | 14               |
| 13     | Kanton Ghisonaccia       | 9.255          | 20               |
| 14     | Kanton Golo-Morosaglia   | 8.907          | 55               |
| 15     | Kanton L'Île-Rousse      | 10.543         | 21               |

Bron: INSEE - *Inwoners 2013 = Population municipale

## Kantons van het departement Haute-Corse voor de hervorming van 2013
| Arrondissement | Arrondissement | Kanton | Kanton                |
| -------------- | -------------- | ------ | --------------------- |
| 2              | Bastia         | 3      | Bastia-1              |
| 2              | Bastia         | 4      | Bastia-2              |
| 5              | Calvi          | 5      | Belgodère             |
| 2              | Bastia         | 8      | Borgo                 |
| 2              | Bastia         | 9      | Sagro-di-Santa-Giulia |
| 3              | Corte          | 10     | Niolu-Omessa          |
| 5              | Calvi          | 11     | Calenzana             |
| 5              | Calvi          | 12     | Calvi                 |
| 3              | Corte          | 14     | Alto-di-Casaconi      |
| 3              | Corte          | 16     | Campoloro-di-Moriani  |
| 3              | Corte          | 17     | Corte                 |
| 3              | Corte          | 19     | Ghisoni               |
| 5              | Calvi          | 20     | L'Île-Rousse          |
| 3              | Corte          | 24     | Moïta-Verde           |
| 3              | Corte          | 25     | Castifao-Morosaglia   |
| 5              | Calvi          | 26     | Haut-Nebbio           |
| 5              | Calvi          | 29     | La Conca-d'Oro        |
| 3              | Corte          | 37     | Orezza-Alesani        |
| 3              | Corte          | 39     | Fiumalto-d'Ampugnani  |
| 3              | Corte          | 41     | Prunelli-di-Fiumorbo  |
| 2              | Bastia         | 42     | Capobianco            |
| 2              | Bastia         | 45     | San-Martino-di-Lota   |
| 3              | Corte          | 54     | Bustanico             |
| 3              | Corte          | 58     | Venaco                |
| 3              | Corte          | 59     | Vescovato             |
| 3              | Corte          | 60     | Vezzani               |
| 2              | Bastia         | 67     | Bastia-3              |
| 2              | Bastia         | 68     | Bastia-4              |
| 2              | Bastia         | 69     | Bastia-5              |
| 2              | Bastia         | 71     | Bastia-6              |